# Каимито (растение)

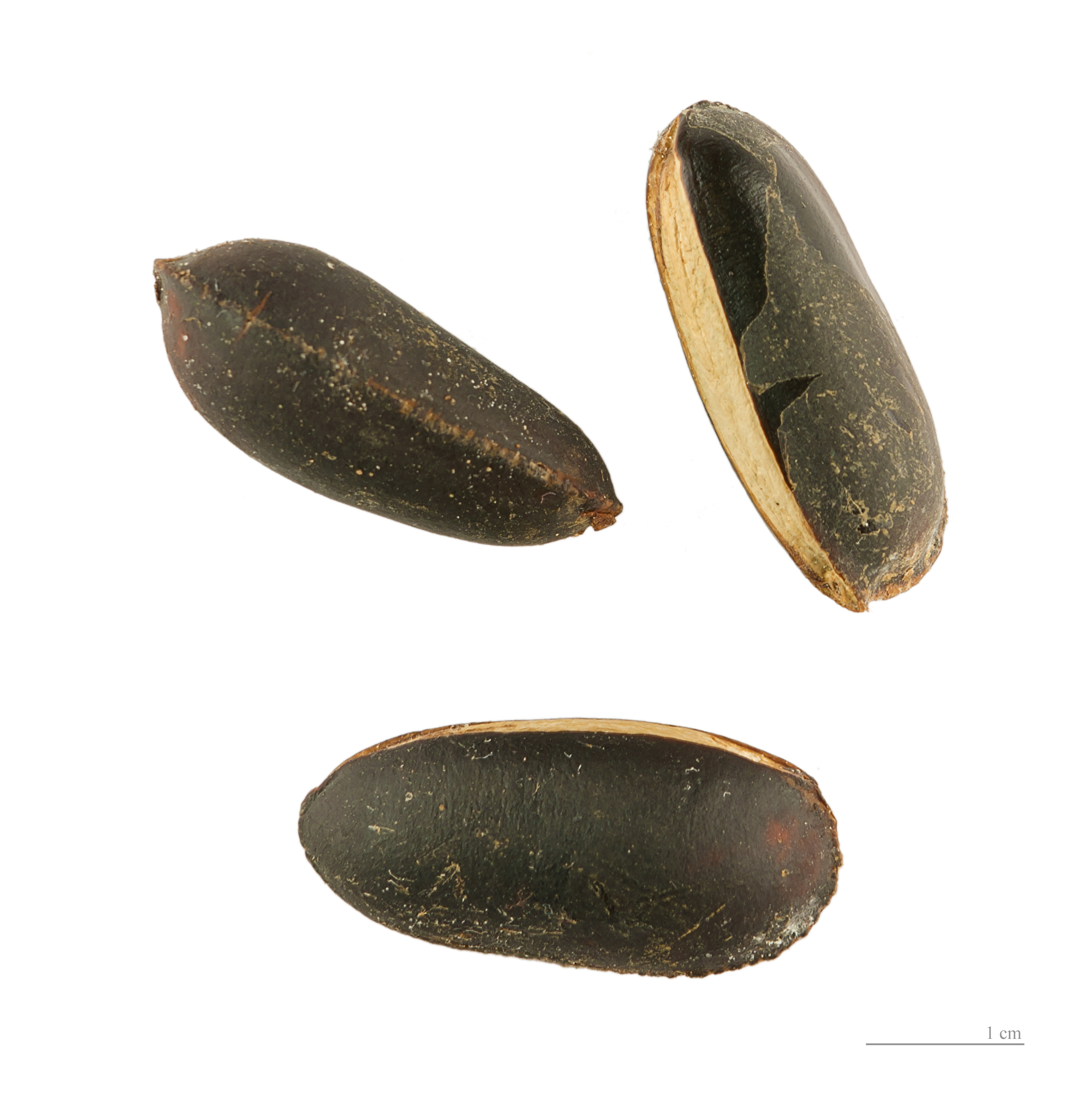
Семена Абиу

Каими́то, или Абиу (лат. Pouteria caimito) — плодовое дерево семейства Сапотовые.

## Описание
Абиу — небольшое листопадное дерево высотой до 10 м, с коричневой корой, содержащей клейкий белый или красноватый латекс. Листья глянцевые овально-продолговатые или эллиптические, 10—20 см длиной и 3—6 см шириной. Плод пушистый (когда недозрелый) овальный или круглый, длиной 4—10 см с бледно-жёлтой кожицей (когда созревает) и ароматной белой слизистой просвечивающейся сладкой мякотью с 1—4 продолговатыми коричневыми семенами.

## Распространение
Родина Абиу — верховья Амазонки, где оно растёт в диком виде на нижних склонах Анд. Это дерево часто культивируется в Перу, Эквадоре, Бразилии, Колумбии, Венесуэле и на Тринидаде.

## Использование
Спелые плоды Абиу съедобны в свежем виде, несмотря на обилие содержащегося в них клейкого латекса.